# Drewniak czerwonawy

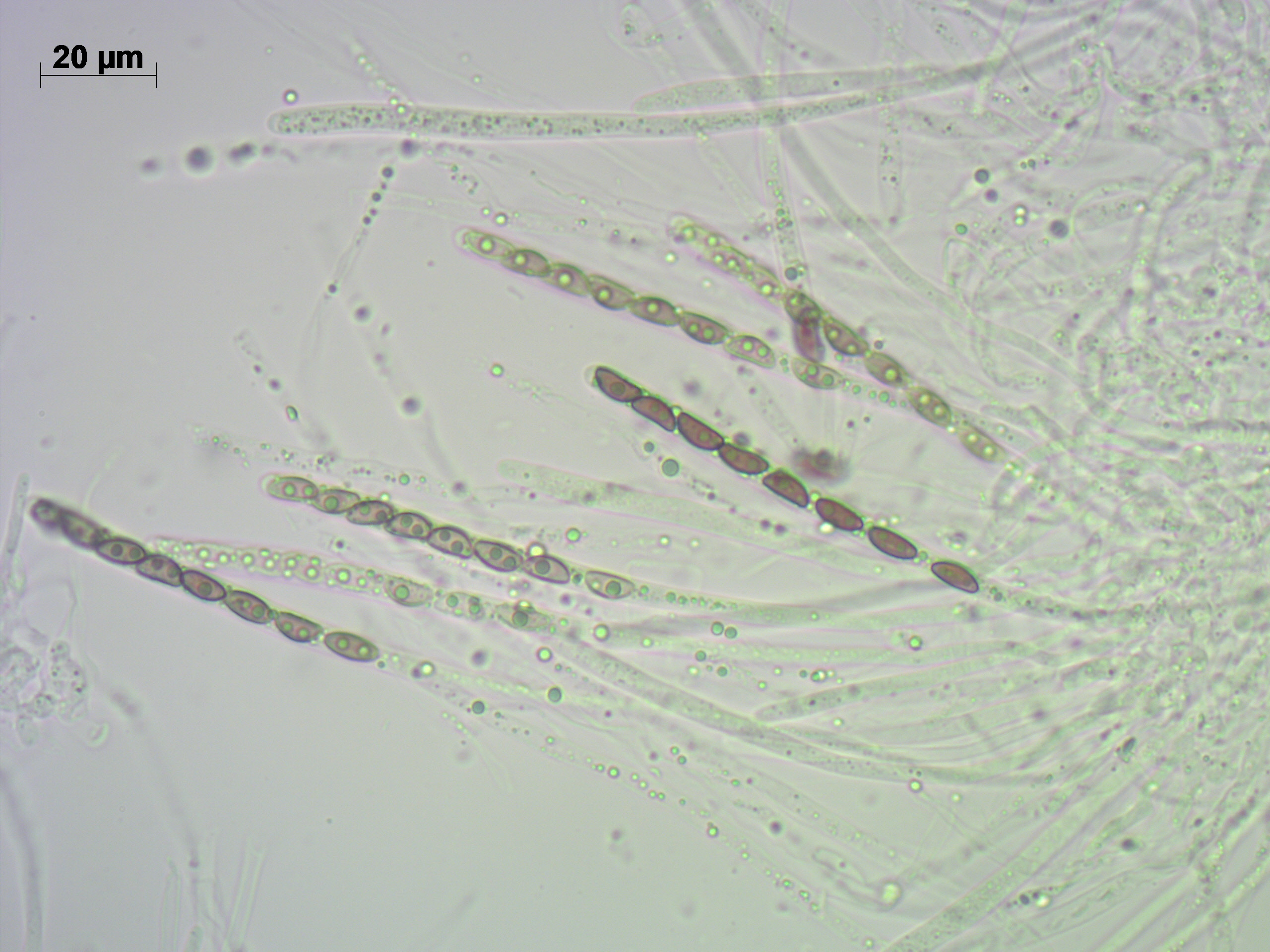
Worki z zarodnikami

Drewniak czerwonawy (Hypoxylon rutilum Tul. & C. Tul.) – gatunek grzybów z rodziny Hypoxylaceae.

## Systematyka i nazewnictwo
Pozycja w klasyfikacji według Index Fungorum: Hypoxylon, Xylariaceae, Xylariales, Xylariomycetidae, Sordariomycetes, Pezizomycotina, Ascomycota, Fungi.
Po raz pierwszy opisali go Louis René Tulasne i Charles Tulasne w 1863 r. Nazwa polska według B. Gumińskiej i W. Wojewody.

## Morfologia
Podkładka
Poduszkowata do prawie półkulistych. Pojedyncza ma 3–12 mm długości 3–5 mm szerokości × 1–1,5 (–2) mm grubości gdy rosną na pozbawionym kory drewnie, w innych wypadkach mają długość 4–23 mm x szerokość 2–5 mm × grubość 0,4–0,5 (–0,9) mm. Kolor powierzchni to sjena, rdza do ciemnej cegły; pod powierzchnią podkładki i pomiędzy perytecjami są pomarańczowo-czerwone granulki, z pigmentami które pod wpływem KOH przybierają kolor pomarańczowy do szkarłatnego; tkanka poniżej warstwy perytecjum jest czarniawa, niepozorna, o grubości do 100 µm; leżące pod spodem drewno ma słodkawy zapach przypominający kokos.
Perytecja
Perytecja kuliste do jajowatych, o średnicy 150–200 µm i wysokości 200–300 µm, płodna warstwa może być osadzona na maksymalnie czterech warstwach starych i pustych perytecji. Worki mają wymiary 145–160 µm długości, 6–7,5 µm szerokości, części zawierające zarodniki mają 55–75 µm długości, trzony 85–95 µm długości. Askospory brązowe do ciemnobrązowych, elipsoidalne, nierównoboczne, 7,5–10 × 4–4,8 µm (M = 8,8 × 4,5 µm), z prostą porą rostkową o długości zarodników.
Anamorfa
Na młodych lub starych podkładkach, kolor płowy aksamitny. Struktura konidiogenna jest podobna do Virgariella, bladobrązowa, szorstka. Komórki konidiotwórcze 21–27 × 2,5–3 µm; konidia elipsoidalne, szkliste, 3,5–5(-6) x 2,8–3,5 µm.

## Występowanie i siedlisko
Występuje w Europie, Azji, Afryce i Ameryce Północnej. Występuje również w Polsce.
Saprotrof rosnący na martwym drewnie drzew liściastych, głównie na gałązkach leżących w wilgotnych miejscach. Zanotowano go na drewnie olszy czarnej, leszczyny pospolitej, buka zwyczajnego, jesiona wyniosłego, topoli osiki, wiśni ptasiej, czeremchy zwyczajnej i lipy szerokolistnej.